# قائمة الناصرة الديمقراطية
قائمة الناصرة الديمقراطية ((بالعبرية: רשימה דמוקרטית של נצרת) ريشيما ديموكراتيت شيل نزرات) كانت تكتل عربي في إسرائيل والحزب العربي الإسرائيلي الوحيد الذي فاز بمقاعد في الكنيست الأولى. تم تسمية الحزب، الذي رعاه ماباي دافيد بن غوريون، لأنه كان مقره في الناصرة أكبر المدن العربية شمن حدود إسرائيل.
רשימה דמוקרטית של נצרת
في انتخابات عام 1949، حصلت قائمة الناصرة الديمقراطية على 1.7٪ من الأصوات ومقعدين في الكنيست، وكثلها سيف الدين الزعبي وأمين سالم جرجورة .
تم رعاية القائمة من قبل ماباي، حيث كان بن غوريون حريصًا على إشراك العرب الإسرائيليين في عمل الدولة من أجل إثبات أن اليهود والعرب يمكن أن يتعايشوا بسلام وبإنتاجية، وخلال خمسينيات القرن الماضي ظهرت عدة أحزاب عربية إسرائيلية أخرى مرتبطة بماباي. نتيجة للتحالف، كان الحزب جزءًا من الائتلافات التي شكلت الحكومتين الأولى والثانية خلال الكنيست الأولى.
لم يترشح الحزب في انتخابات عام 1951، على الرغم من أن الزعبي انتُخب على قائمة القائمة قائمة العرب الإسرائيليين الديمقراطية ‏، ولم يعد جرجورة إلى الكنيست لكنه أصبح عمدة الناصرة عام 1954، وهو المنصب الذي ظل يشغله حتى تم استبداله بالزعبي عام 1959.

## وصلات خارجية
- موقع كنيست الحزب الناصري الديمقراطي